# كأس إيطاليا 2020–21
كأس إيطاليا 2020–21 هي النسخة 74 من الكأس الوطني لكرة القدم الإيطالية. والمعروفة أيضًا باسم كأس تيم لأسباب تتعلق بالرعاية.
كان نابولي هو حامل اللقب، لكنه خسر أمام أتالانتا في نصف النهائي.
فاز يوفنتوس باللقب الرابع عشر، متغلبًا على أتالانتا 2-1 في النهائي.
هذا الموسم هو الأخير مع شكل الـ78 فريقًا. اعتبارًا من الموسم المقبل، سيكون الشكل مكون من 44 فريقًا.